# Антимонид кадмия
Антимонид кадмия — бинарное неорганическое соединение
кадмия и сурьмы с формулой CdSb,
серые кристаллы,
токсичен.

## Получение
- Сплавление чистых веществ в инертной атмосфере:

{\displaystyle {\mathsf {Cd+Sb\ {\xrightarrow {460^{o}C}}\ CdSb}}}
- Известны метастабильные антимониды кадмия состава Cd4Sb3 и Cd3Sb2.

## Физические свойства
Антимонид кадмия образует серые кристаллы
ромбической сингонии,
пространственная группа P bca,
параметры ячейки a = 0,6471 нм, b = 0,8253 нм, c = 0,8526 нм, Z = 8.
Не растворяется в воде и органических растворителях.
Является полупроводником p-типа.

## Применение
- Полупроводниковый материал для термоэлектрических приборов и фотоэлементов.